# Петри, Бернгард Эдуардович
Бернгард Эдуардович Петри (17 сентября 1884, Берн — 25 ноября 1937, Иркутская область) — русский и советский этнограф и антрополог.

## Биография
Родился в Берне в семье доктора медицины Эдуарда Юльевича Петри (1854—1899), приват-доцента географии и антропологии Бернского университета. Детство провёл в Италии. Гимназию и университет окончил в Санкт-Петербурге. Его опекуном и наставником был академик В. В. Радлов, так как отец рано ушёл из жизни.
По окончании университета работал в музее антропологии и этнографии Российской Академии наук (МАЭ) внештатным сотрудником, затем младшим этнографом, заведовал отделом Австралии и Океании. В 1912, 1913 и 1916 годах совершил антропо-археологические экспедиции в Прибайкалье.
С 1918 года — приват-доцент педагогического факультета открывшегося Иркутского университета, в дальнейшем профессор. Его краеведческий кружок «Кружок народоведения» посещали будущие академик А. П. Окладников (1908—1981) и доктор исторических наук М. М. Герасимов (1907—1970), председателем в 1921—1923 годах кружка был П. П. Хороших (1890—1977). Участвовал в работе Восточно-Сибирского отдела Русского географического общества.
Совершал экспедиции к коренным малочисленным народам: тофаларам (1925); окинским сойотам (1926, 1928, 1929); тутуро-очеульским эвенкам; витимо-олекминским эвенкам (1930); археологическое обследование на реке Ангара (1934); разведочные раскопки на реке Куда (1936).
В мае 1937 был арестован по обвинению в участии в немецко-японской, фашистской, панмонгольской диверсионно-разведывательной и право-троцкистской организации. Признав себя под пытками шпионом, «на допросах он держался очень достойно, показав, что завербовал его академик В. В. Радлов, умерший в 1918, но никого другого не назвал». 14 ноября 1937 г. постановлением НКВД СССР Б. Э. Петри был приговорён к расстрелу. Расстрелян 25 ноября 1937 г. Предположительным местом захоронения Б. Э. Петри считается район с. Пивовариха.
19 июня 1959 г. военный трибунал ЗабВО отменил постановление НКВД СССР от 14 ноября 1937 г. в отношении Б. Э. Петри и прекратил делопроизводство «за недоказанностью обвинения».

## Академические звания
- профессор этнологии Иркутского университета,
- член-корреспондент Государственной Академии истории материальной культуры СССР,
- член-корреспондент Английского антропологического общества,
- действительный член Американского антропологического общества[4].

## Основные труды
- Петри Е. Л. Путеводитель по МАЭ: Отдел Океании. Пг., 1914, 65 с.
- Петри Б. Э. Этнография и современность. Иркутск, 1927, с. 7, 11.
- Петри Б. Э. Карагасский суглан. Иркутск, 1927, с. 38.
- Петри Б. Э. Далекое прошлое Прибайкалья. Научно-популярный очерк. Иркутск, 1928, 73 с.; он же. Старая вера бурятского народа. Научно-популярный очерк. Иркутск, 1928, 78 с.
- Петри Б. Э. Школа шаманов у северных бурят. — Сборник трудов проф. и препод. ИГУ. Иркутск, 1923. Вып. 5, с. 404—423;
- Петри Б. Э. Степени посвящения монголо-бурятских шаманов. — Известия БГНИИ при ИГУ. Иркутск, 1926. Т. II, вып. 4, с. 39 — 75.
- Петри Б. Э. Задачи дальнейшего исследования туземцев Сибири и метод обследования целых народностей. — Труды Первого сибирского краеведческого научно-исследовательского съезда. Новосибирск, 1928. Т. 5.
- Петри Б. Э. Бюджет карагасского хозяйства. Иркутск, 1928, с. 2.
- Петри Б. Э. Охота и оленеводство у тутурских тунгусов в связи с организацией охотхозяйства. Иркутск, 1930.
- Петри Б. Э. Проект культбазы у малых народов Сибири. Томск, 1928.
- Петри Б. Э. Областной музей и его организация на демократических началах. Иркутск, 1921